# Uku Pacha
Nella mitologia inca Uku Pacha era il nome del mondo di sotto, ovvero il mondo dei morti, dei bambini mai nati e di tutto quello che si trovava sotto la superficie della terra o del mare. Le fonti (in lingua quechua pukyu), le caverne e tutte le aperture della superficie terrestre venivano considerate come vie di comunicazione tra Uku Pacha e Kay Pacha.
Il mondo per gli Inca era composto da tre piani: Hanan Pacha (il mondo di sopra), Kay Pacha (il mondo di qui) e Uku Pacha (il mondo di sotto) dove si pensava risiedessero i morti e anche i bambini mai nati.
In lingua quechua, pacha significa sia tempo che spazio.